# Istota z innego świata
Istota z innego świata (ang. The Thing from Another World) – amerykański fantastycznonaukowy film grozy z 1951 roku wyreżyserowany przez Christiana Nyby. Pojawiający się w nim potwór zasilany jest ludzką krwią. Każda jego cząstka, po odcięciu, wytwarza nową istotę. 
Jest to pierwsza ekranizacja noweli Who Goes There? autorstwa Johna W. Campbella. W 1982 swoją premierę miała druga filmowa adaptacja tego dzieła – Coś (oryg. The Thing), która zdobyła największą popularność z wszystkich ekranizacji tej noweli; nakręcił ją John Carpenter.

## Fabuła
W arktycznej bazie naukowej odkryto zamrożony w lodzie statek UFO. Tamtejsi badacze postanawiają go wydobyć. Niestety przy okazji uwalniają obcą formę życia, w dodatku groźną dla świata. Obca istota wdziera się do innych organizmów i egzystuje w nich. Naukowcy chcąc powstrzymać ją przed wydostaniem się poza Arktykę współpracują ze sobą, ale nie wiedzą, komu mogą zaufać, bo obcy być może jest już w którymś z nich.

## Wyróżnienia
| Rok wpisania | National Film Registry |
| ------------ | --- |
| 2001         | Lista filmów budujących dziedzictwo kulturalne USA utworzona przez National Film Preservation Board i przechowywana w amerykańskiej Bibliotece Kongresu |

## Pozostałe informacje
W napisach końcowych nie wymieniono żadnych aktorów, lecz tylko realizatorów filmu.